# Вељко Филиповић
Вељко Филиповић (Чачак, 11. октобра 1999) српски је фудбалер. Висок је 197 центиметара и наступа на позицији централног дефанзивца.

## Каријера

### Борац Чачак
Као рођени Чачанин, Филиповић је био члан млађих категорија локалне Слободе, до 2015. године, када је прешао у Борац. Лета 2017. године. Филиповић је прикључен реду са првим тимом код тренера Игора Спасића, прошавши припреме пред сезону 2017/18. у Суперлиги Србије. Убрзо затим, Филиповић је потписао четворогодишњи уговор са матичним клубом. За први тим Борца дебитовао је у осмини финала Купа Србије, 15. новембра исте године, против екипе Црвене звезде, ушавши у игру уместо презимењака Саше у 15. минуту утакмице, након искључења Мирољуба Костића. Филиповић је, потом, до краја сезоне наставио са тренира са сениорском екипом, док је паралелно наступао и за омладински састав, који је предводио као капитен. После испадања Борца из највишег степена фудбалског такмичења у Србији и прерастања омладинског узраста, Филиповић је сезону 2018/19. започео као регуларни члан сениорског тима у Првој лиги Србије. По одласку, до тада стандардног, Владимира Оташевића у суботички Спартак, Филиповић се у другом делу сезоне усталио у постави Борца. Свој први гол у сениорској конкуренцији постигао је у 25. колу Прве лиге Србије, на гостовању Жаркова. Укључујући и два куп сусрета, Филиповић је током такмичарске 2018/19. уписао укупно 30 наступа.

### Јавор Ивањица
Пред крај летњег прелазног рока 2019. године, Филиповић је приступио екипи ивањичког Јавора и са тим клубом потписао је четворогодишњи уговор. За свој нови клуб дебитовао је на сусрету шеснаестине финала Купа Србије, када је Јавор гостовао Пролетеру у Новом Саду. Он је тада одиграо свих 90 минута у поразу од 2 : 1, након чега је Јавор елиминисан из даљег такмичења.

## Статистика

#### Клупска
| Клуб          | Сезона   | Лига             | Лига    | Лига   | Национални куп | Национални куп | Европа  | Европа | Остало  | Остало | Укупно  | Укупно |
| Клуб          | Сезона   | Дивизија         | Наступа | Голова | Наступа        | Голова         | Наступа | Голова | Наступа | Голова | Наступа | Голова |
| ------------- | -------- | ---------------- | ------- | ------ | -------------- | -------------- | ------- | ------ | ------- | ------ | ------- | ------ |
| Борац Чачак   | 2017/18. | Суперлига Србије | 0       | 0      | 1              | 0              | —       | —      | —       | —      | 1       | 0      |
| Борац Чачак   | 2018/19. | Прва лига Србије | 28      | 1      | 2              | 0              | —       | —      | —       | —      | 30      | 1      |
| Борац Чачак   | Укупно   | Укупно           | 28      | 1      | 3              | 0              | —       | —      | —       | —      | 31      | 1      |
| Јавор Ивањица | 2019/20. | Суперлига Србије | 0       | 0      | 1              | 0              | —       | —      | —       | —      | 1       | 0      |
| Каријера      | Каријера | Каријера         | 28      | 1      | 4              | 0              | —       | —      | —       | —      | 32      | 1      |

- Ажурирано 31. октобра 2019. године.